# 유급지원병제
전문하사는 한국의 병역 제도 중 하나로 의무복무기간을 마친 후 일정 기간 동안 하사로서 급여를 받고, 첨단장비 운용 등으로 복무하는 것을 말한다.
특히 이 제도는 고학생들의 대학교 등록금 마련 등의 기회로 좋은 평가를 받고 있다.
2011년 8월 12일, 전문하사로 명칭이 바뀌었다.